# 市原市立水の江小学校
市原市立水の江小学校（いちはらしりつ みずのえしょうがっこう）は、千葉県市原市ちはら台東にある公立小学校。文部科学省の学校コードはB112210004681、旧学校調査番号は121093。通称は水の江小（みずのえしょう）。

## 概要
市原市北部のちはら台地区に位置する。千原台ニュータウンの開発に伴って市原市立菊間小学校から分離した、ニュータウン内で最初の小学校である。計画時の名称は「仮・千原台小学校」であった。のちに市原市立清水谷小学校と市原市立ちはら台桜小学校を分離している。2023年（令和5年）4月1日現在の児童数が市原市内で最も多くなっている。

## 沿革

### 概歴
1989年（平成元年）に市原市立菊間小学校から分離して市原市立水の江小学校として開校した。当時の地番は押沼729番地1であった。1994年（平成6年）には市原市立清水谷小学校へ本校児童566名が転出し、12学級342名に減少した。2010年（平成22年）にも児童数増加による学校分離が行われ、このときは本校児童492名が市原市立ちはら台桜小学校へ転出している。

### 年表
- 1989年（平成元年）4月1日 - 市原市立水の江小学校開校[3]。
- 1992年（平成4年） - 体育館と増築校舎が完成[3]。
- 1994年（平成6年）4月1日 - 市原市立清水谷小学校を分離[3]。
- 2010年（平成22年）4月1日 - 市原市立ちはら台桜小学校を分離[3]。
- 2020年（令和2年） - 児童数増加のためプレハブ校舎設置[4]。

## 校則

### 校歌
- 作詞：村瀬正康
- 作曲：橋本祥路

## 施設

### 敷地
敷地の詳細は以下の通りである。
| 所在地     | 〒290-0141 千葉県市原市ちはら台東2丁目15番地 |
| 所有者     | 市原市                                       |
| 敷地面積   | 23,000m2                                     |
| 用途地域   | 第一種中高層住居専用地域                     |
| 指定建蔽率 | 60%                                          |
| 指定容積率 | 200%                                         |
| 取得価格   | 1,124,039,253円                              |

### 建物
敷地内の建物は以下の通りである。
| 棟番号 | 棟名称     | 構造 | 階数        | 延床面積   | 建築年 | 耐震情報 | 備考              |
| ------ | ---------- | ---- | ----------- | ---------- | ------ | -------- | ----------------- |
| 001    | 校舎-1     | RC造 | 地上2階建て | 3,688.00m2 | 1989年 | 新耐震   |                   |
| 002    | 体育館     | RC造 | 地上1階建て | 798.00m2   | 1992年 | 新耐震   |                   |
| 003    | 校舎-3     | RC造 | 地上2階建て | 630.00m2   | 1992年 | 新耐震   |                   |
| 004    | 校舎-2     | RC造 | 地上2階建て | 442.00m2   | 1992年 | 新耐震   |                   |
| 005    | 倉庫・物置 | RC造 | 地上1階建て | 45.00m2    | 1985年 | 新耐震   |                   |
| 006    | 倉庫・物置 | RC造 | 地上1階建て | 26.00m2    | 1989年 | 新耐震   |                   |
| 007    | 倉庫・物置 | 木造 | 地上1階建て | 26.00m2    | 1989年 | -        |                   |
| 008    | 校舎・園舎 | S造  | 地上2階建て | 394.74m2   | 2020年 | -        | 軽量鉄骨によるS造 |

### 併設施設
敷地内に併設されている施設は以下の通りである。
- 水の江小学校児童クラブ（学童保育）

## 規模
2023年（令和5年）4月1日現在の学校規模は以下の通りである。
| 児童数       | 796名    | 1年生    | 163名    |
| 児童数       | 796名    | 2年生    | 138名    |
| 児童数       | 796名    | 3年生    | 124名    |
| 児童数       | 796名    | 4年生    | 132名    |
| 児童数       | 796名    | 5年生    | 133名    |
| 児童数       | 796名    | 6年生    | 106名    |
| 学級数       | 26学級   | 26学級   | 26学級   |
| 通学区域面積 | 0.716km2 | 0.716km2 | 0.716km2 |
| 通学区域人口 | 6,161人  | 6,161人  | 6,161人  |

### 推移
各年度の4月1日もしくは5月1日現在の全校児童数と学級数は以下の通りである。
| 年度                   | 児童数 | 学級数 | 備考 |
| ---------------------- | ------ | ------ | ---- |
| 1989年度（平成元年度） | 不明   | 不明   |      |
| 1990年度（平成2年度）  | 不明   | 不明   |      |
| 1991年度（平成3年度）  | 不明   | 不明   |      |
| 1992年度（平成4年度）  | 733名  | 22学級 |      |
| 1993年度（平成5年度）  | 不明   | 不明   |      |
| 1994年度（平成6年度）  | 342名  | 12学級 |      |
| 1995年度（平成7年度）  | 不明   | 不明   |      |
| 1996年度（平成8年度）  | 不明   | 不明   |      |
| 1997年度（平成9年度）  | 不明   | 不明   |      |
| 1998年度（平成10年度） | 487名  | 13学級 |      |
| 1999年度（平成11年度） | 不明   | 不明   |      |
| 2000年度（平成12年度） | 不明   | 不明   |      |
| 2001年度（平成13年度） | 不明   | 不明   |      |
| 2002年度（平成14年度） | 不明   | 不明   |      |
| 2003年度（平成15年度） | 不明   | 不明   |      |
| 2004年度（平成16年度） | 不明   | 不明   |      |
| 2005年度（平成17年度） | 不明   | 不明   |      |
| 2006年度（平成18年度） | 不明   | 不明   |      |
| 2007年度（平成19年度） | 678名  | 22学級 |      |
| 2008年度（平成20年度） | 754名  | 24学級 |      |
| 2009年度（平成21年度） | 838名  | 26学級 |      |
| 2010年度（平成22年度） | 307名  | 13学級 |      |
| 2011年度（平成23年度） | 298名  | 13学級 |      |
| 2012年度（平成24年度） | 295名  | 13学級 |      |
| 2013年度（平成25年度） | 314名  | 13学級 |      |
| 2014年度（平成26年度） | 329名  | 13学級 |      |
| 2015年度（平成27年度） | 366名  | 14学級 |      |
| 2016年度（平成28年度） | 402名  | 15学級 |      |
| 2017年度（平成29年度） | 478名  | 16学級 |      |
| 2018年度（平成30年度） | 541名  | 21学級 |      |
| 2019年度（平成31年度） | 606名  | 23学級 |      |
| 2020年度（令和2年度）  | 655名  | 24学級 |      |
| 2021年度（令和3年度）  | 699名  | 26学級 |      |
| 2022年度（令和4年度）  | 739名  | 26学級 |      |
| 2023年度（令和5年度）  | 796名  | 28学級 |      |

## 通学区域
以下の町丁字とその範囲を通学区域として指定している。
- ちはら台東1 - 3丁目の全域・6丁目の一部、7丁目の一部

## 通学区域内施設
- 水の江公園
- 長月公園

## 中学校区
1989年度 - 1991年度
- 市原市立菊間中学校

1992年度 -
- 市原市立ちはら台南中学校

## 隣接小学校区
- 市原市立市東第一小学校
- 市原市立清水谷小学校
- 市原市立ちはら台桜小学校
- 千葉市立椎名小学校

## アクセス
- 誉田駅から徒歩40分
- 鎌取駅から徒歩52分
- ちはら台駅から徒歩31分
- 小湊鐵道バス・千葉中央バス
  - 「水の江」で下車、徒歩4分
  - 「パークシティ (小湊鐵道)」「パークシティちはら台 (千葉中央バス)」で下車、徒歩5分